# Огайський огляд неба
Огайський огляд неба (англ. Ohio Sky Survey) — астрономічний огляд позагалактичних радіоджерел, проведений між 1965 і 1971 роками за допомогою радіотелескопа «Велике вухо» в радіообсерваторії Університету штату Огайо.
Зйомка охопила 94 % площі неба між граничними схиленнями 63°N і 36°S з роздільною здатністю за схиленням 40 кутових хвилин на частоті 1415 МГц. Огляд переважно проводився на частоті 1415 МГц, але подекуди також на частотах 2650 МГц і 612 МГц. У ході дослідження було виявлено близько 19620 джерел, 60 % з яких раніше не були каталогізовані.
Огляд був унікальним тим, що він охоплював більшу частину неба, мав більшу глибину та вищу частоту, ніж будь-яке попереднє дослідження. Крім того, усі раніше каталогізовані джерела були зведені в таблиці та додані карти обстежених областей із розміщенням усіх каталогізованих джерел.
Джерелам, виявленим у ході обстеження, присвоєно назви за системою нумерації координат, яка складається з дволітерного префікса та трьох цифр. Перша літера, O, означала Огайо, а друга літера, B–Z включно (без O) вказувала пряме сходження джерела в годинах (0–23 включно). Перша цифра вказувала зону схилення з кроком 10°, а останні дві цифри давала номер джерела в межах зазначеної області прямого сходження та схилення.
Обробка даних для огляду була виконана за допомогою комп'ютерної програми, розробленої Джоном Краусом і Робертом Діксоном.
Огайський огляд неба був опублікований у семи частинах і двох додатках.